# Pneumokok

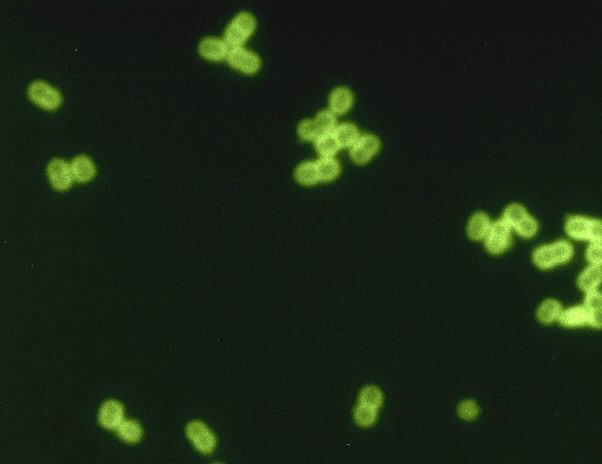
Pneumokok

De pneumokok (Streptococcus pneumoniae) is een grampositieve bacterie, die bij veel mensen als commensaal aanwezig is en bij de meeste mensen geen ziekte tot gevolg heeft. Als dit wel gebeurt, kan een dergelijke ziekte echter soms zeer ernstig zijn en fataal verlopen. Wereldwijd overlijden jaarlijks meer dan 2 miljoen mensen aan een infectie door deze bacterie.

## Ziektebeelden
De ziektebeelden die de bacterie kan veroorzaken zijn onder andere: longontsteking, bijholteontsteking, artritis, hersenvliesontsteking, pericarditis, oorontsteking, sepsis, en buikvliesontsteking. Het kan ook COPD-opstoten (opflakkeringen) geven.

## Risicogroepen
Deze aandoeningen kunnen voorkomen bij mensen met een verminderde weerstand, maar meestal is niet duidelijk waarom de één ziek wordt en de ander niet. Kinderen en ouderen hebben een groter risico om ziek te worden. Ook mensen zonder een goed functionerende milt vormen een risicogroep, omdat bij een aantal van hen een pneumokokkeninfectie snel en zeer ernstig kan verlopen. Vooral longontsteking, sepsis en meningitis eisen ieder jaar in Nederland nog meer dan duizend doden.

## Behandeling
Behandeling is meestal goed mogelijk met antibiotica, mits de behandeling snel wordt ingezet. Soms is de bacterie echter resistent voor antibiotica hetgeen de behandeling compliceert.

## Inenten
Er bestaat een polyvalent vaccin dat bescherming biedt tegen circa 90 procent van de circa negentig bekende serotypen van de bacterie. Dit wordt nog niet algemeen gebruikt. Of het bij iedereen even werkzaam is, is niet zeker.

### België
Sinds 2004 worden zuigelingen in België gevaccineerd tegen pneumokokken. Eind 2020 is er begonnen met het vaccineren van de bewoners van woonzorgcentra.

### Nederland
Sinds april 2006 worden zuigelingen in Nederland gevaccineerd tegen pneumokokken vanuit het Rijksvaccinatieprogramma. Deze bestaat uit drie prikken die vanaf de derde maand worden toegediend tegelijk met de DKTP-Hib-HepB-vaccinatie.
De Gezondheidsraad liet begin 2018 weten dat ouderen tussen de 60 en 75 jaar iedere vijf jaar gevaccineerd zouden moeten worden tegen pneumokokken. Naar aanleiding daarvan is het Nationaal Programma Pneumokokkenvaccinatie Volwassenen (NPPV) opgezet. Dat programma voorzag erin om vanaf het najaar van 2020 te gaan vaccineren. In april van dat jaar werd, naar aanleiding van de uitbraak van de Coronapandemie, door de Gezondheidsraad  geadviseerd om bij de uitvoering van het programma voorrang te geven aan de oudste mensen, omdat die het meest kwetsbaar zijn.
De Landelijke Coördinatie Infectieziektebestrijding heeft in de richtlijn opgenomen dat COVID-19 patiënten met longschade in aanmerking komen voor vaccinatie. Deze vaccinatie staat los van het NPPV.

## Onderzoek
De onderzoeksgroep van Jan-Willem Veening (Rijksuniversiteit Groningen) onderzoekt de celcyclus, celdeling en DNA-replicatie van de bacterie. De twee belangrijkste vragen waarop antwoord wordt gezocht zijn: "Hoe en waarom ontwikkelt deze bacterie, die zonder ziekteverschijnselen voorkomt bij 80% van de jonge kinderen, zich regelmatig tot een van de meest verwoestende ziekteverwekkers ter wereld?", en "Waarom wordt deze bacterie meer en meer resistent tegen de huidige antibiotica?"